# 여고생에게 살해당하고 싶어
『여고생에게 살해당하고 싶어』 (女子高生に殺されたい)는 후루야 우사마루가 쓴 일본의 만화이다. 「월간 코믹 번치」 (신초샤)에서 연재되었다.
2022년 4월 다나카 케이 주연으로 영화로 제작되어 개봉.

## 개요
여자 고등학생에게 살해당하고 싶은 마음을 가진 남자가, '죽여 달라'고 바라고 싶은 상대를 발견, 하나하나 계획을 세우게 된다. 오토아사시노필리아와 이중인격, 아스퍼거 증후군 등 정신적인 문제를 캐릭터들이 가지고 있는 것이 특징이다.

## 등장 인물
히가시야마 하루토 (東山 春人)
사사키 마호가 다니는 학교에서 근무하는 독신 남자 교사. 1979년 8월 8일 생. 우등생으로, 주위에서 신뢰받고 있으며, 고등학교 2학년 때 처음으로 '누군가에게 살해당하고 싶다'는 생각을 하게 되었음. 자신이 오토아사시노필리아라는 걸 알게 되고, 누구에게 어떻게 죽임을 당할 것인지 시뮬레이션하게 되었음. 고등학교 선생님이 되어 만난 사사키 마호에게 여름에 목 졸려 살해당할 것을 결심하고, 살해당하기 위한 준비를 시작함. 대학교 때 후카가와 사츠키와 사귀었으나, 히가시야마가 교사를 목표하게 되면서 헤어짐. 그 후 스쿨 카운셀러로 후카가와 사츠키가 히가시야마가 근무하는 학교에 발령받으면서 재회함.
후카가와 사츠키 (深川 五月)
히가시야마 하루토가 대학 1학년 여름에 테니스 클럽에서 만난 후 사귀게 된 여성. 임상심리사. 둘은 만날 때마다 섹스를 하고 사이도 좋았으나, 히가시야마가 고등학교 선생님이 되기로 마음 먹으면서 헤어지게 됨. 수 년 후, 히가시야마가 근무하는 학교에 스쿨 카운셀러로 부임. 사사키 마호를 시작으로 여러 학생들로부터 신뢰받고 있음.
사사키 마호 (佐々木 真帆)
머리가 길고 얌전한 분위기의 고고생. 소문난 미인. 초등학교 4학년 때 전학 온 이후 아스파거 증후군을 가진 고토 아오이와 마음이 맞아, 항상 같이 다님. 고토와는 손이 닿는 것만으로 서로 무슨 생각을 하는지 알 정도. 유적에 흥미가 있어, 「니타카 유적 연구 클럽」에 고토와 함께 가입. 4살 때 부모님에게 학대당한 후 마음을 닫아 버렸고 그 때 또 하나의 인격인 카오리가 나타남.  긴장하면 인격이 바뀜. 니타카 유적 연구 클럽 고문인 히가시야마 하루토에게 깊은 마음을 가지고 있음. 히가시야마는 그런 그녀에게 죽임 당하고 싶은 마음을 가지고 있으나, 사사키는 전혀 눈치채지 못함.
카오리 (カオリ)
사사키 마호의 또 다른 인격. 이상할 정도로 공격적이며, 말투가 거침. 카오리는 마호의 기억을 공유하고 있지만, 마호는 카오리의 존재를 모름. 마호가 4살 때 부모님에게 학대받는 도중 도망치고 싶다는 그녀의 마음으로부터 만들어진 인격으로, 괴로운 일이 있으면 인격이 바뀜. 고토 아오이는 카오리의 존재를 알고 있으며 '말투는 거칠지만 강하고 착한 아이'라고 평가함.
고토 아오이 (後藤 あおい)
안경을 낀 말수가 적고 무표정인 고고생. 사사키 마호와 친구. 아스퍼거 증후군으로, 상대방의 감정을 알아채지 못하고, 자신의 감정을 밖으로 드러내지 못함. 자신을 지키기 위해 말 끝마다 "~보요"를 붙이면서 연기를 하는 등 상당히 머리가 좋음. 교과서 내용, 대화내용, 숫자를 한 번에 외울 수 있음. 또한 독창적인 그림을 그려 마호에게 잘 그렸다고 칭찬을 받았지만, 어릴 적 화가였던 할아버지가 그린 거 아니냐는 의혹을 받아 자신 또래의 그림을 따라 그리기 시작함. 여러 사람이 모이는 곳에 가면 패닉상태가 되기 때문에 항상 보건실 신세를 지고 있음. 귀울음으로 지진 예보를 할 수 있음.
카와하라 유키오 (川原 雪生)
머리를 염색한 가볍고 덜렁대는 고교생. 스케이트 보드 타기를 좋아하며, 중학교 때 열심히 연습했음. 사사키 마호를 좋아하며, 그녀가 다니는 고등학교에 입학하기 위해 엄청나게 공부를 하였고, 결국 같은 「니타카 유적 연구 클럽」에 들어감. 원래부터 성실하고 배려심깊은 인물로, 마호와 가까워지기 위해 일부러 가벼워 보이는 캐릭터를 연기해왔음. 마호가 클럽 고문인 히가시야마 선생님을 좋아하는 것을 알게 된 후 당황하여 고백하지만, 차이게 됨. 그 후 그녀가 이중인격인 것을 알게되고 그녀를 도와주기로 마음 먹음.

## 설정
니타카 유적 연구 클럽 (二鷹の遺跡研究クラブ)
교사인 히가시야마 하루토가 만든 클럽. 주 1회 모임을 가지며, 니타카시 주변의 유적을 둘러보는 게 목적인 상당히 자유롭고 편한 클럽활동. 유적에 흥미가 있는 사사키 마호와 고토 아오이가 참가. 사사키에게 마음이 있는 카와하라 유키오도 입부.
오토아사시노필리아 (オートアサシノフィリア)
자신이 살해당하는 것으로 성적 흥분을 느끼는 성적 기호. 단순히 자살을 원하는 것과는 다름. 다른 사람의 손에 의해 이상적인 죽음을 맞이하는 것을 원함. 히가시야마 하루토는 자신이 이러한 성벽을 가진 것을 알게 되며, 여고생의 손에 목이 졸려 죽은 후 부패되어 신원불명의 시체로 처리되기 위한 계획을 세움. 죽여주길 원하는 상대로 사사키 마호를 점 찍었음.

## 출판 정보
- 후루야 우사마루 『여고생에게 살해당하고 싶어』, 신초샤 <번치 코믹>, 전 2권
  1. 2015년 2월 9일 발매, ISBN 978-4-10-771797-9
  2. 2016년 8월 9일 발매, ISBN 978-4-10-771909-6

## 실사 영화
『여고생에게 살해당하고 싶어』란 제목으로 2022년 4월 개봉 예정. 주연은 다나카 케이.

### 출연진
히가시야마 하루토
배우 - 다나카 케이
후카가와 사츠키
배우 - 오오시마 유코
사사키 마호 & 카오리
배우 - 미나미 사라
고토 아오이
배우 - 카와이 유미
카와하라 유키오
배우 - 호소다 카나타

### 스탭
- 원작 : 후루야 우사마루 『여고생에게 살해당하고 싶어』(신초샤)
- 감독 및 각본 : 죠죠 히데오
- 배급 : 닛카쓰

### 내용주
1. ↑  자신이 살해당하는 것으로 성적흥분을 느끼는 성적 기호